# Micrixalus frigidus
Espèce
Micrixalus frigidus est une espèce d'amphibiens de la famille des Micrixalidae.

## Répartition
Cette espèce est endémique d'Inde. Elle se rencontre au Tamil Nadu dans le district de Coimbatore et au Kerala dans le district d'Idukki dans les Ghâts occidentaux,.

## Description
Le mâle holotype mesure 24,0 mm.

## Étymologie
L'épithète spécifique frigidus vient du latin frigidus, froid, en référence à l'habitat de cette espèce dans des cours d'eau de haute altitude.

## Publication originale
- Biju, Garg, Gururaja, Shouche & Walujkar, 2014 : DNA barcoding reveals unprecedented diversity in Dancing Frogs of India (Micrixalidae, Micrixalus): a taxonomic revision with description of 14 new species. Ceylon Journal of Science, Biological Sciences, vol. 43, no 1, p. 1－87 (texte intégral).